# Umgehungstheorie
Die Umgehungstheorie ist eine dem Patentrecht zugehörige positive Theorie zur Rechtfertigung der staatlichen Gewährung eines – zeitlich begrenzten – Ausschließlichkeitsrechts in Gestalt eines Patents an den Erfinder (oder dessen Rechtsnachfolger), § 6PatG.

## Bedürfnis nach Rechtfertigung der Patentgewährung
Eine Rechtfertigung der Patentgewährung wird generell für notwendig erachtet, weil ein Patent seinem Inhaber ein Ausschließlichkeitsrecht verleiht, § 9Satz 1 PatG, bei dem es sich um ein monopolähnliches Recht handelt. Monopole bedeuten aber grundsätzlich einen Widerspruch zu einem ungehinderten Wettbewerb der Marktteilnehmer, einer der wichtigsten Komponenten der seit Alfred Müller-Armack in der Bundesrepublik Deutschland geltenden und allgemein anerkannten freien und sozialen Marktwirtschaft. Monopole stehen einem freien Wettbewerb als hinderlich entgegen, weil sie einen einzelnen Marktteilnehmer, nämlich den Monopolinhaber, gegenüber anderen Marktteilnehmern bevorteilen.

## Grundidee der Umgehungstheorie
Die Umgehungstheorie basiert auf der These, dass, wenn man einem Hersteller auf sein (erfindungsgemäßes) Produkt (oder Verfahren) ein Patent erteilt, Konkurrenten angeregt werden, nach Umgehungslösungen zu suchen, da sie ja die patentgeschützten Merkmale des fremden Produkts (oder Verfahrens) nicht ohne Erlaubnis des Patentinhabers nachahmen dürfen. Häufig gelingt es auch, ein geeignetes, die patentierte Lösung umgehendes Substitutprodukt (oder -verfahren) zu entwickeln. („Not macht erfinderisch.“) Dabei kommt es nicht selten vor, dass die Substitutlösung den patentgeschützten Gegenstand qualitativ übertrifft und – bei ausreichender Erfindungshöhe – sogar ihrerseits zu einer Patenterteilung führt. Dies kann wiederum den Erst-Patentinhaber in Zugzwang bringen, seine eigene Lösung zu verbessern (bzw. bei dem Zweit-Patentinhaber um eine Lizenz nachzusuchen). Durch den geschilderten Initiierungseffekt von Patenten wird – insgesamt betrachtet – eine Niveausteigerung des betreffenden Standes der Technik bewirkt, die der Allgemeinheit zugutekommt.

## Inhaltlicher Charakter moderner Patente
Die geschilderte, durch praktische Erfahrung über Jahrzehnte hinweg erhärtete Grundidee der Vertreter der Umgehungstheorie beruht auf der Erkenntnis, dass die moderne Technik – von relativ seltenen Ausnahmen abgesehen – im Allgemeinen nicht in großen Sprüngen, sondern in vielen kleinen Schritten, Erfindung auf Erfindung aufbauend, fortschreitet, die allerdings – wie aktuell die IT-Branche zeigt – sehr rasch aufeinander folgen können. Die Zeit der großen „Pioniererfindungen“ (bekanntes Beispiel: die elektrische Glühlampe, erfunden von Th. A. Edison), die nicht leicht durch gleichwertige Substitutprodukte zu umgehen waren, dürfte wohl im Wesentlichen vorbei sein. Jene (höchst selten gewordenen) „Pionierpatente“ decken einen großen Fächer von Produktvarianten ab, so dass es Konkurrenten des Patentinhabers kaum gelingt, ein solches Patent zu umgehen. Gegenstände der allermeisten gegenwärtigen Patente sind dagegen überwiegend nur noch mehr oder weniger gelungene Verbesserungen von weitgehend ausgereiften Produkten (oder Verfahren). Hierbei kann es sich beispielsweise um den Ersatz eines bestimmten Werkstoffes durch andere Materialien handeln, die weniger kostspielig, leichter be- oder verarbeitbar, umweltfreundlicher, wiederverwendbar (so genanntes recycling) usw. sein können, oder um den Austausch einzelner Teilelemente gegen andere, insbesondere kostengünstigere mit im Wesentlichen den gleichen technischen Eigenschaften. Es leuchtet ein, dass hier eine Vielzahl von Umgehungslösungen denkbar, möglich und auch wünschenswert ist.

## Kritik
Von Kritikern der Umgehungstheorie wird eingewendet, dass Umgehungserfindungen nicht optimal seien und damit den Marktteilnehmern nicht gedient sei. Es kämen zahlreiche unnötig komplexe und wenig nützliche technische Lösungen auf den Markt. Möglicherweise wollten Konkurrenzunternehmen auch nur kostspielige Lizenzen vermeiden. Die Kritiker verkennen aber damit die oben geschilderte Realität, nämlich dass der technische Fortschritt in einem ständigen Aufeinanderfolgen vergleichsweise kleiner (Erfindungs-)Schritte vonstattengeht und dass hierfür – zur Erzeugung des nötigen Motivationsdrucks – Patente nachgerade unverzichtbar erscheinen.